# 马尔 (默兹省)
马尔（法語：Marre，法語發音：[maʁ]）是法国默兹省的一个市镇，属于凡尔登区。

## 地理
马尔（49°12'40"N, 5°18'7"E）面积10.2 平方千米，位于法国大東部大區默兹省，该省份为法国西北部内陆省份，北与比利时接壤，西接马恩省和阿登省，南至上马恩省和孚日省，东临默尔特-摩泽尔省。
与马尔接壤的市镇（或旧市镇、城区）包括：尚讷维尔、默兹河畔沙尔尼、沙唐库尔、弗罗姆雷维尔-莱瓦隆、蒙采维尔、默兹河畔蒂耶维尔、瓦什罗维尔。

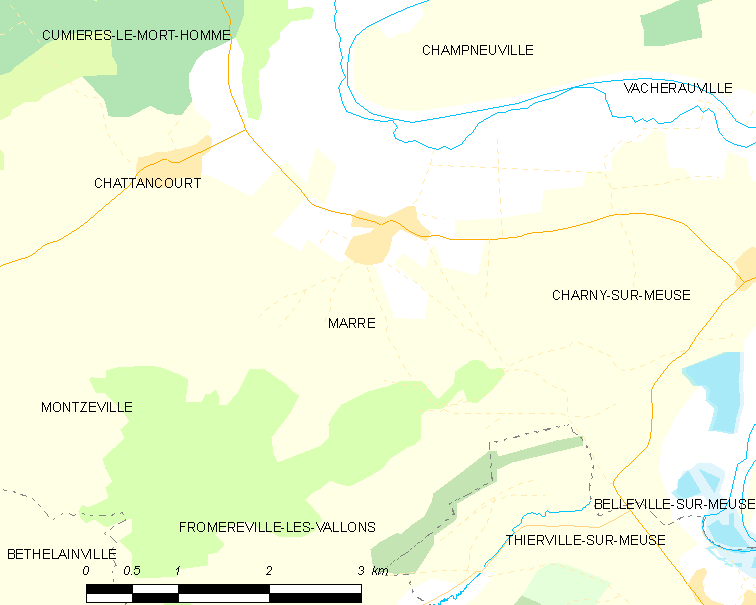
的OSM定位图

马尔的时区为UTC+01:00、UTC+02:00（夏令时）。

## 行政
马尔的邮政编码为55100，INSEE市镇编码为55321。

## 政治
马尔所属的省级选区为阿戈讷地区克莱蒙县。

## 人口

1962-2008年间人口变化图示

马尔于2022年1月1日时的人口数量为181人。